# 12 Ursae Minoris
12 Ursae Minoris är en gulvit stjärna i stjärnbilden Lilla björnen. Stjärnan har visuell magnitud +7,26 och är sålunda inte synlig för blotta ögat.